# Fejervarya triora
Fejervarya triora és una espècie de granota que viu a Tailàndia.